# OTL回路
OTL (Output TransformerLess circuit) とは、オーディオアンプ、特に真空管アンプで用いられたアウトプットトランスを排除した増幅回路のこと。
1970年代にステレオアンプで用いられた。
高性能のトランジスタの登場とオーディオブームで出力トランスを排除すれば音質改善すると言うことで、カタログにOTL回路と明記されていた。